# 薛明媛
薛明媛（1996年9月19日—），四川安岳人，中国大陆女歌手。毕业于成都铁路工程学院，酒吧歌手、自由摄影师。 2016年6月，在超级女声比赛中成功进入女声学院 。
2019年5月19日，與音樂人接個吻，開一槍，歌手沈以誠合作發佈歌曲《失眠飛行》；2019年10月11日，《失眠飛行》登頂KKBOX週音樂榜